# Ewa Kosior-Jarecka
Ewa Kosior-Jarecka (ur. w Chełmie) – polska okulistka, doktor habilitowany nauk medycznych, adiunkt w Katedrze Okulistyki Uniwersytetu Medycznego w Lublinie.

## Życiorys
Dyplom lekarski uzyskała na Akademii Medycznej w Lublinie w 2001. Po studiach pracowała krótko jako lekarz stażysta w Szpitalu Kolejowym w Lublinie (2001-2002). W latach 2004–2009 była młodszym asystentem w Klinice Okulistyki Samodzielnego Publicznego Szpitala Klinicznego nr 1 w Lublinie. Od 2009 pracuje w Klinice Diagnostyki i Mikrochirurgii Jaskry Katedry Okulistyki macierzystej uczelni.
Stopień doktorski uzyskała w 2006 na podstawie pracy Ocena poziomu tlenku azotu w cieczy wodnistej i surowicy pacjentów z jaskrą i jego związek z polimorfizmem genu endotelialnej syntazy tlenku azotu Glu298Asp. Dyplom specjalisty w dziedzinie okulistyki uzyskała w 2008. Habilitowała się w 2019 na podstawie oceny dorobku naukowego i pracy pod tytułem Ocena cech genetycznych i klinicznych cech jaskry normalnego ciśnienia. W 2017 uzyskała ponadto dyplom w dziedzinie jaskry w Europejskiej Szkole Zaawansowanych Studiów Okulistycznych (ang. European School for Advanced Studies in Ophthalmology, ESASO) w szwajcarskim Lugano.
Zainteresowania kliniczne i badawcze Ewy Kosior-Jareckiej dotyczą m.in. genetyki, patogenezy, diagnostyki i leczenia jaskry.
Współautorka artykułów publikowanych w czasopismach krajowych i zagranicznych, m.in. w „Ophthalmic Genetics", „Molecular Vision", „Experimental Eye Research", „Indian Journal of Ophthalmology" oraz „Klinice Ocznej”.